# Arenzana de Abajo
Arenzana de Abajo és un municipi de la Rioja, a la regió de la Rioja Alta.